# Viliame Satala
Viliame Satala (Lautoka, 19 de julio de 1972) es un exjugador fiyiano de rugby que se desempeñaba como centro.

## Selección nacional
Debutó con los Flying Fijians en 1999 y jugó con ellos hasta 2005. En total jugó 29 partidos y marcó 16 tries (80 puntos).
Satala jugó en los 7s de Hong Kong en 1994, pero no fue tenido en cuenta en los 15s hasta la gira por el Reino Unido a finales de 1998.
Sus dos ensayos contra los Chiefs, en los que eludió con facilidad al veterano All Black Walter Little, pusieron de relieve su potencial, y desde entonces ha sido la primera opción para el dorsal número 13.
Satala jugó los cinco partidos de Fiji en la Copa Epson de 1999, y los cuatro partidos de Fiji en la RWC99, donde marcó cuatro ensayos. Su récord de 16 ensayos en 29 partidos de prueba habla por sí solo.

### Participaciones en la Copa del Mundo
Satala solo disputó una Copa del Mundo: Gales 1999 donde los fiyianos no pudieron vencer al XV de la Rosa por el pase a cuartos de final.
| Mundial                       | Sede  | Resultado        | PJ | Tries |
| ----------------------------- | ----- | ---------------- | -- | ----- |
| Copa Mundial de Rugby de 1999 | Gales | Octavos de final | 4  | 4     |